# Bruno Šundov
Bruno Šundov (Split, 10. veljače 1980.) hrvatski je profesionalni košarkaš. Visok je 2,21 m i težak 122 kg. Igra na poziciji centra, zadnji aganžman je imao kao član KK Splita. 
U 20 godina košarkaške karijere igrao je za 37 klubova u 17 zemalja na svim kontinentima osim Afrike i Australije, nigdje se ne zadržavši više od dvije godine.
Jedini je košarkaš u povijesti koji je u istoj sezoni igrao srednjoškolsku i NBA košarku. Prvi je Hrvat koji je u NBA otišao prije nego što je odigrao ijednu seniorsku utakmicu i prvi hrvatski NBA igrač koji nikad nije zaigrao za reprezentaciju.

## Karijera
Karijeru je započeo u svom rodnom gradu Splitu. Ubrzo se prijavljuje se na NBA draft, te bude izabran u 2. krugu (46. ukupno) od strane Dallas Mavericksa. Odlazi u Ameriku i tamo igra za mnoštvo NBA klubova; Maverickse (1998. – 2000.), Pacerse (2000. – 2002.), Celticse (2002. – 2003.), Cavalierse (2003. – 2004.) te dvaput za Knickse. Ukupno je u svojoj NBA karijeri postizao 1.7 poena i 1 skok po utakmici. 
U Europi je igrao za izraelski Maccabi, belgijski Pepinster, španjolski Alicante i BC Leon, ciparski Limassol te za još jedan španjolski klub, Menorcu Bàsquet.
U siječnju 2008. potpisuje jednogodišnji ugovor sa zagrebačkom Cibonom, kako bi pomogao klubu izboriti Final Four Eurolige. Članom Cibone bio je točno dva mjeseca, a u ono malo vremena što je proveo u Ciboni, ukupno je odigrao osam utakmica uz 68 minuta na parketu, za učinak od ukupno 30 koševa. Odlazi u španjolsku Menorcu, s kojom je potpisao ugovor do kraja sezone.
Tijekom ljeta 2009. potpisao je za ukrajnski BK Donjeck. 

## Vanjske poveznice
- Profil na NBA.com
- Profil na ACB.com
- Profil na ULEB kupu
- Profil  Arhivirana inačica izvorne stranice od 15. veljače 2021. (Wayback Machine) na Basketpedya.com
- Profil na FIBAEurope.com
- Profil na Hoopshype.com